# Parco nazionale di Waka
Il Parco nazionale di Waka è un parco nazionale nel Gabon centrale. L'area protetta copre oltre 1.000 km² di foresta pluviale nel massiccio del Chaillu.